# Dancing (película de 1933)
Dancing es una película de Argentina en blanco y negro que se estrenó el 9 de noviembre de 1933. Fue dirigida y guionada por Luis José Moglia Barth sobre la obra teatral del mismo nombre de Alejandro Berrutti que se había estrenado el año anterior y tiene como principales protagonistas a Amanda Ledesma, Arturo García Buhr y Rosa Catá.

## Sinopsis
La trama del filme, que en gran parte transcurre en un cabaret, gira en torno a un tipo mundano que abandona a una amante madura por una más joven y bella; es muy elemental y solo un pretexto para un desfile de canciones populares.

## Reparto
- Amanda Ledesma
- Arturo García Buhr
- Rosa Catá
- Arturo Bamio
- Alicia Barrié
- Amelia Bence
- Héctor Calcaño
- René Cóspito
- Severo Fernández
- Roberto Firpo
- Paquita Garzón
- Tito Lusiardo
- Domingo Mania
- Margarita Padín
- Pedro Quartucci
- Héctor Quintanilla
- Eduardo Sandrini
- Alicia Vignoli
- Elena Zucotti

## Críticas
El crítico Domingo Di Núbila opinó que “el tema …fue convencional y se acercó a la languidez en los momentos en que no pudo disimular su origen teatral…Quartucci logró una festejada actuación cómica”. La crónica del diario Noticias Gráficas expresaba: “Carentes de un nexo orgánico, las situaciones entrechocan, se confunden y dejan una impresión de complejidad ... La película fotografía el dancing, y si alguna vez se torna discretamente animada su acción es porque existe discreta gracia en la letra de las escenas cómicas. Paréntesis. ... Lo mismo que traía Dancing, pieza escénica, trae Dancing película.
Por su parte el crítico Claudio España escribió que en la película ”había unas cuantas escenitas de amor y otras de celos y sufrimientos por parte de la perdedora. Unos “gallegos” de sainete se colaban en la acción y producían unas cuantas situaciones risueñas.”